# European Journal of Clinical Nutrition
European Journal of Clinical Nutrition (Європейський Журнал Клінічного Харчування) — це щомісячний міжнародний рецензований медичний науковий журнал, який висвітлює науку про харчування та видається Nature Portfolio (Springer Nature, Springer).
Журнал публікує оригінальні дослідження, огляди, звіти про випадки захворювання та короткі повідомлення на основі клінічних, метаболічних та епідеміологічних досліджень, які описують методології, механізми, асоціації та переваги харчових втручань для лікування захворювань і зміцнення здоров’я.

## Історія
Він був заснований у 1947 році Джоном Ватерлоу як Nutrition і перейменований у Journal of Human Nutrition у 1976 році. У 1982 році його назву змінили на Human Nutrition, і журнал було розділено на дві частини: Human Nutrition: Applied Nutrition і Human Nutrition: Clinical Nutrition. У 1988 році ці дві частини були знову об’єднані, і журнал отримав свою теперішню назву — European Journal of Clinical Nutrition. Головний редактор — Маріо Дж. Соарес (Університет Кертіна).

## Тематика
Теми включають, але не обмежуються:
- Харчування та здоров'я (включаючи кліматичні та екологічні аспекти)
- Метаболізм і метаболоміка
- Геноміка та персоналізовані стратегії в харчуванні (див. також Нутрігеноміка, Епігеноміка)
- Кишкова мікробіота[7]
- Харчування протягом раннього життєвого циклу
- Проблеми здоров'я та харчування людей похилого віку
- Фенотипування в лікувальному харчуванні
- Харчування при гострих і хронічних захворюваннях
- Недоїдання та ожиріння
- Профілактика неінфекційних захворювань (НІЗ)

## Реферування та індексування
Журнал реферується та індексується за:
- CAB Abstracts[9]
- CINAHL[10]
- Current Contents/Clinical Medicine[8]
- Current Contents/Life Sciences[8]
- Elsevier Biobase/Current Awareness in Biological Sciences
- Embase/Excerpta Medica[11]
- Index Medicus/MEDLINE/PubMed[12]
- Science Citation Index[8]
- Scopus[13]

За даними Journal Citation Reports, імпакт-фактор European Journal of Clinical Nutrition на 2020 рік становить 4,016.